# Grafo nulo
No campo da matemática da teoria dos grafos, o grafo nulo ou o grafo vazio é o grafo sem arestas.
O grafo nulo (no sentido original) é o objeto inicial na categoria de grafos, de acordo com algumas definições de categoria de grafos. Não tendo nenhum vértice, o grafo nulo, portanto, também não tem componentes ligados. Assim, embora o grafo nulo seja uma floresta (um grafo sem ciclos), não é uma árvore, uma vez que as árvores têm componente ligados.

## Grafo sem arestas
Alguns autores entendem que um termo melhor para o último sentido (V, { }) para qualquer conjunto V é o mais explícito grafo sem arestas. Assim se reserva o termo grafo nulo para o primeiro sentido: um grafo sem quaisquer vértices. Outros, ainda, fazem essa distinção, aplicando o rótulo vazio para esses grafos sem arestas.
O grafo sem arestas de n-vértices é o grafo complementar para o grafo completo {\displaystyle K_{n}}, e por isso é comumente denotado como {\displaystyle {\bar {K}}_{n}}.
Mesmo que esta definição forneca uma base sólida para a definição de certas operações sobre grafos (por exemplo: decomposição) considerando-se grafos como conjuntos de vértices e arestas (V,E), esta definição levanta um problema na singularidade do elemento nulo dos grafos.